# Teresa Lago
Maria Teresa Vaz Torrão Lago (Lisboa, 18 de enero de 1947) es una astrónoma portuguesa que fundó el Centro de Astrofísica de la Universidad de Oporto y creó el primer programa de licenciatura en astronomía en Portugal. Actualmente, Lago ha sido Secretaria General de la Unión Astronómica Internacional. Su investigación se centra en la evolución de los objetos estelares jóvenes y es activa en la promoción de la astronomía y la cultura científica al público. 

## Trayectoria
Teresa Lago se graduó en la Universidad de Oporto y recibió un Doctorado en Astronomía en la Universidad de Sussex en 1979. Su disertación, Estudio observacional y teórico de T Tauri Stars fue escrita bajo la dirección del también astrónomo Leon Mestel. En 1993 lideró la creación del primer título de astronomía en Portugal en la Universidad de Oporto, donde sigue siendo profesora. En 1988, fundó el Centro de Astrofísica de la Universidad de Oporto, ejerciendo como directora durante 18 años. Ayudó en la promoción de la firma del acuerdo de cooperación de 1990 que llevó a Portugal a unirse al Observatorio Europeo Austral.
Lago ha trabajado en varias organizaciones de investigación y consultoría fuera de Portugal, entre las que se encuentran el Comité Asesor de Ciencias Espaciales de la Agencia Espacial Europea y el consejo de la Escuela de Física Cósmica del Instituto de Estudios Avanzados de Dublín. En 2005 fue miembro fundadora del Consejo Europeo de Investigación y también se desempeñó como presidenta del grupo de trabajo de equilibrio de género es esta institución.
Lago ha ocupado puestos directivos en la Unión Astronómica Internacional, como el de Secretaria General Adjunta del Comité Ejecutivo y asesora del Special Nominating Committee. En 2018, Lago se convirtió en la Secretaria General de la Unión Astronómica Internacional para el trienio 2018-2021.
Lago es miembro de la Real Sociedad Astronómica del Reino Unido y de la Academia Europaea.

## Reconocimientos
En 1985, Lago obtuvo una beca Henri Chrétien de la American Astronomical Society. Lago recibió el Premio Ciência Viva Montepio en 2018 por su contribución a la promoción de la cultura científica.